# Great White Fleet (Kühlschiffe)

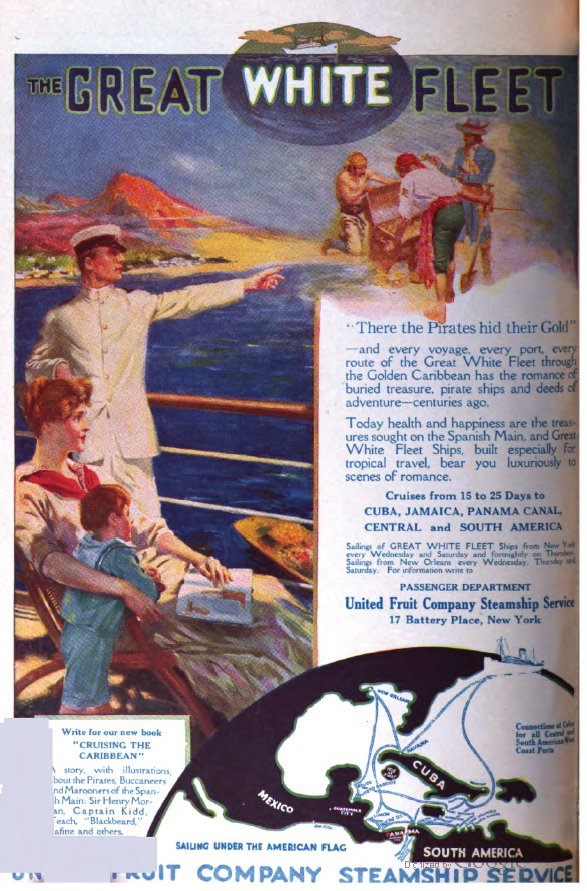
Plakat der Great White Fleet um 1916

Great White Fleet war der anfangs inoffizielle Name der weißen Bananendampfer-Flotte der amerikanischen United Fruit Company, abgekürzt UFC oder UFCO. Die UFCO entstand am 30. März 1899 in Boston, Massachusetts (USA) aus der von Lorenzo Dow Baker und Andrew W. Preston gegründeten Fruchthandel-Firma Boston Fruit, und der von Minor C. Keith geleiteten Transportfirma Tropical Trading and Transport Company. Das Hauptgeschäft bestand im Anbau und Handel von Bananen, einer sehr empfindlichen Frucht, die ungekühlt von der Ernte bis zum Verzehr ca. 10 bis 14 Tage haltbar ist.

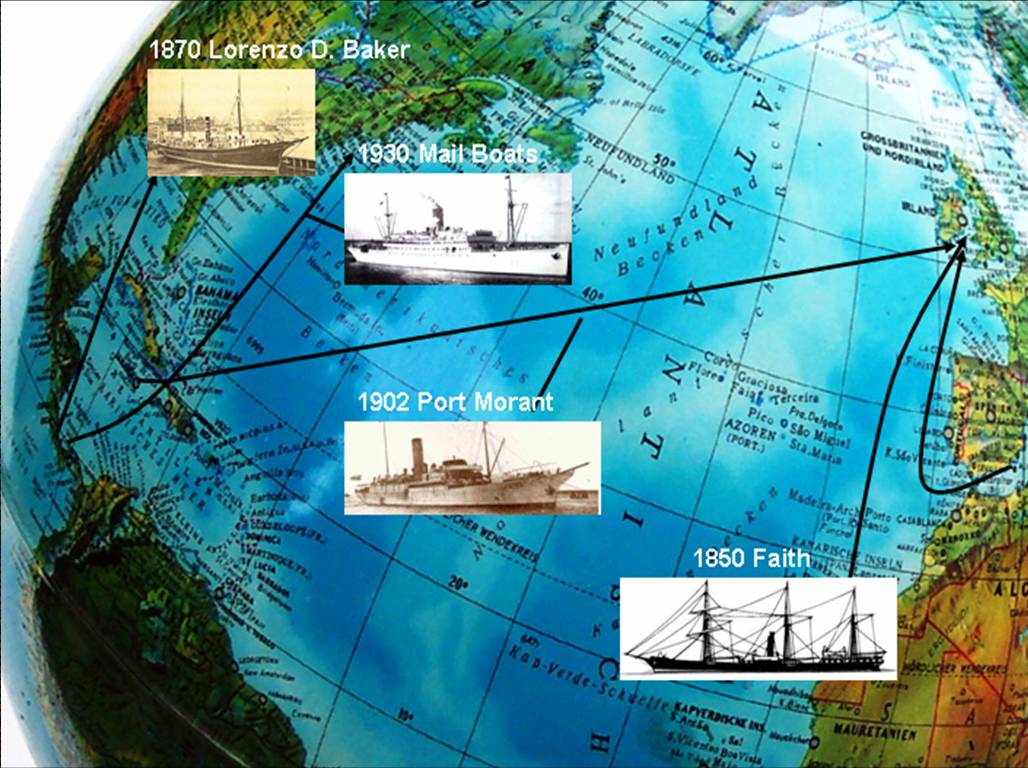
Entwicklung der Bananenschifffahrt bis 1945

## Versuchsschiff Venus (1903)

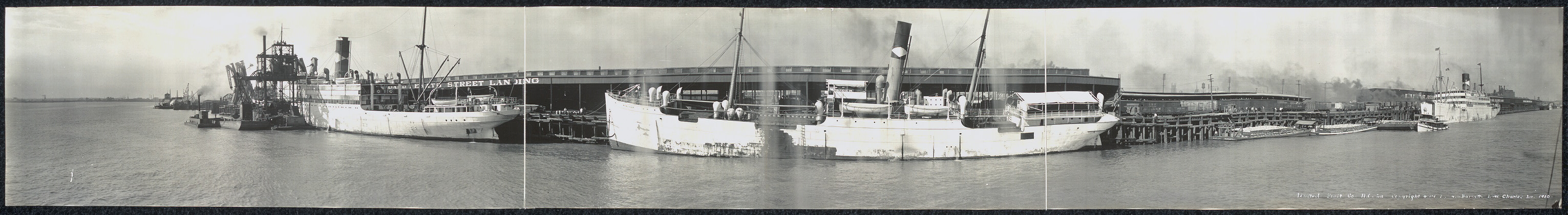
1910 New Orleans: Panorama von United Fruit Company Schiffe an den Erato & St. Joseph Street Pier (links Kühlschiff der 5.000 t Klasse beim Bekohlen, Bildmitte ein Kühlschiff der Pionierklasse, rechts Kühlschiff der 5.000 t Klasse)

Die UFCO entwickelte sich sehr schnell zu einem vertikal strukturierten Unternehmen, deren Bananen anfangs mit der Bahn und mit Schiffen ungekühlt transportiert wurden. Die hohen Transportverluste aufgrund frühreifer Bananen von Mittelamerika nach New York führte zu neuen Überlegungen. Die Erfolge im Bananentransport mit Kühlschiffen der Jamaica Fruit Importing and Trading Company von Jamaika nach England 1898/99 und der Einsatz von zwei zu Kühlschiffen umgebauten Frachtern der HAPAG ab 1903 im Atlas-Dienst zeigten, dass diese neue Methode des Bananentransports viel weniger Ladungsverluste verursachte.
Diese Entwicklungen führten bei der UFCO 1903 zu ersten Versuchen mit Kühlschiffen. Der Dampfer Venus (ex Santos II, 1877 von Mitchell & Co. aus Newcastle für die Hamburg Süd abgeliefert) mit 2.275 BRT und 1170 PS wurde gechartert und zum Kühlschiff umgebaut. Damit wurden Erfahrungen zum Bananentransport bezüglich der Ladungstemperatur, der Luftumwälzung und der Frischluftzufuhr gesammelt.

## Die Pionierklasse – die ersten Kühlschiffe der Great White Fleet (1904)
Die positiven Ergebnisse führten zur Bestellung der drei Kühlschiffe (San Jose, Esparta und Limon) mit 3.300 GT, die ersten Kühlschiffe für die UFCO. Sie wurden bei Workman Clark & Co gebaut und 1904 abgeliefert. Für diese drei Kühlschiffe der sogenannten Pionierklasse wurde die Tropical Steamship Company in Glasgow gegründet. Die Beteiligung an der Atlantic Fruit Company (1905), die Übernahme der Vaccaro Brothers & Company (1905) und die Übernahme bzw. Beteiligung an mehreren europäischen Fruchtunternehmen wie z. B. die britische Elder’s und Fyffes (1913) führte zu mehr Plantagen und wachsenden Transporten.

## 13 neue Kühlschiffe (5.000 t Klasse,1909)
Ab 1909 wurde mit der Atenas das erste der insgesamt 13 Kühlschiffe der „5.000 tons Class“ von Workman Clark & Co abgeliefert, sie wurden für 100 Passagieren ausgestattet und waren teilweise der Prinzen-Klasse der Hapag nachempfunden, die seit 1904 im gleichen Fahrtgebiet fuhren. Diese neuen Kühlschiffe kamen unter britischer Flagge in Fahrt, wurden ab 1914 in den USA registriert und wurden auch als „Mail Boats“ bezeichnet.

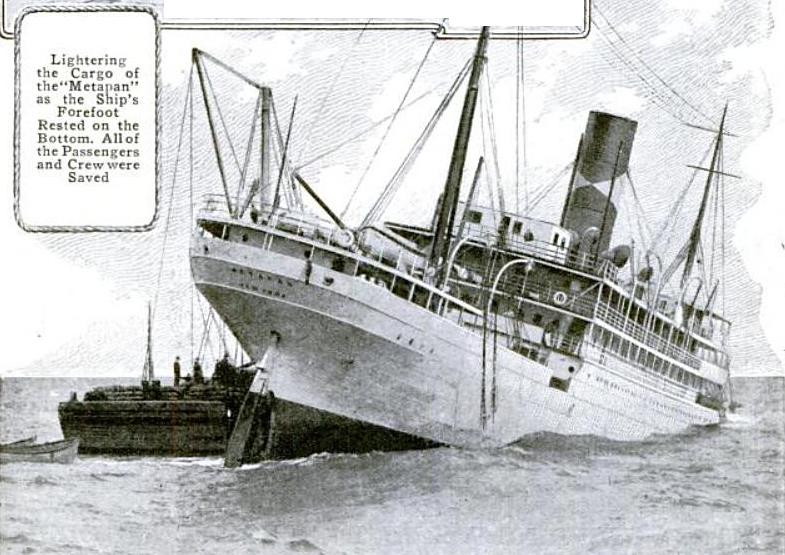
Die Metapan gehörte zur zweiten Serie der Kühlschiffe der Great White Fleet (5.000 tons Class)

## Elite-Klasse (1913)

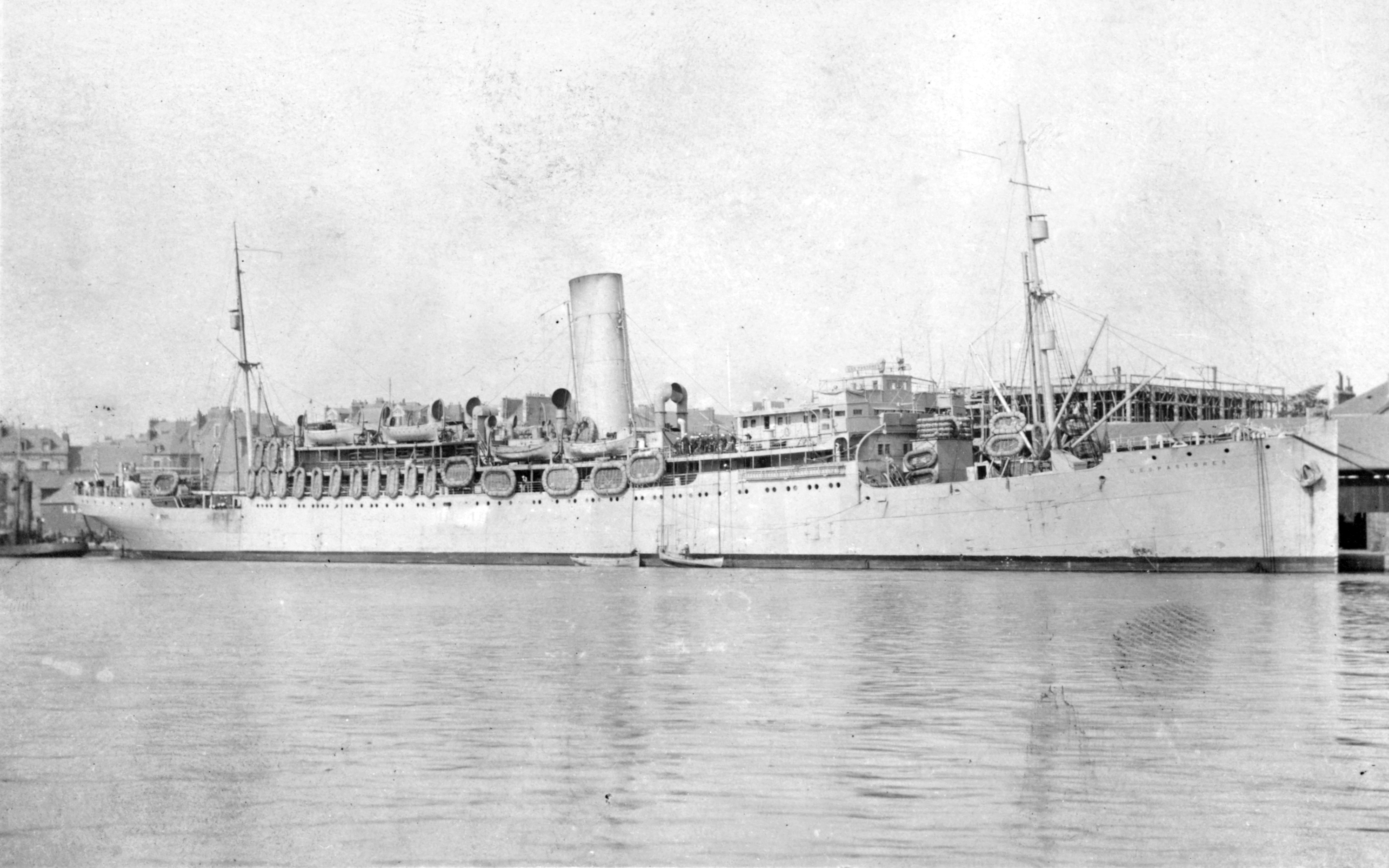
Die Pastores war von 1942 bis 1945 im Zweiten Weltkrieg eingesetzt

Mit der Pastores und ihren zwei Schwesterschiffe wurden die ersten Doppelschraubenschiffe an UFCO abgeliefert. Sie wurden ebenfalls bei Workman Clark & Co in Belfast gebaut und waren mit 7.800 BRT vermessen. Die Schiffe hatten großzügige Einrichtungen für 135 Passagiere und liefen eine Geschwindigkeit von 15 Knoten.
Mit 7.450 BRT war die Toloa und ihre zwei Schwestern von ähnlicher Größe und Geschwindigkeit mit Platz für 170 Passagieren. Es waren ebenfalls Doppelschrauber, die von zwei Dreifach-Expansionsmaschinen angetrieben wurden.

## San-Klasse (1921)
Diese Schiffe wurden wie alle ihre Vorgänger ebenfalls bei Workman Clark & Co in Belfast gebaut, hatten eine Vermessung von 3.300–3.600 BRT. Sie wurden von Dreifach-Expansionsmaschinen angetrieben und liefen 12,5 Knoten. Es waren insgesamt fünf Schiffe. Die San Benito hatte einen turboelektrischen Antrieb.

## La-Klasse (1923)
Das Kühlschiff La Playa (3.700 BRT) wurde 1923 als erstes von drei Schiffen dieser Klasse von der Werft Cammell, Laird & Company abgeliefert. Es waren die ersten diesel-elektrischen Schiffe, jedes Schiff hatte 4 Diesel-Generatoraggregate. Sie wirkten auf einen elektrischen Fahrmotor. Die Dieselmotoren bereiteten jedoch viele Schwierigkeiten, auch der Einbau (1927) von neuen Dieselmotoren eines italienischen Herstellers löste die Probleme nicht. Die La Marea wurde 1929 bei Workman Clark & Co quer aufgeschnitten, verlängert und erhielt zwei Dampfkessel und Dampfantrieb. Die La Perla hatte von Beginn an einen Antrieb durch eine Dreifach-Expansionsmaschine.

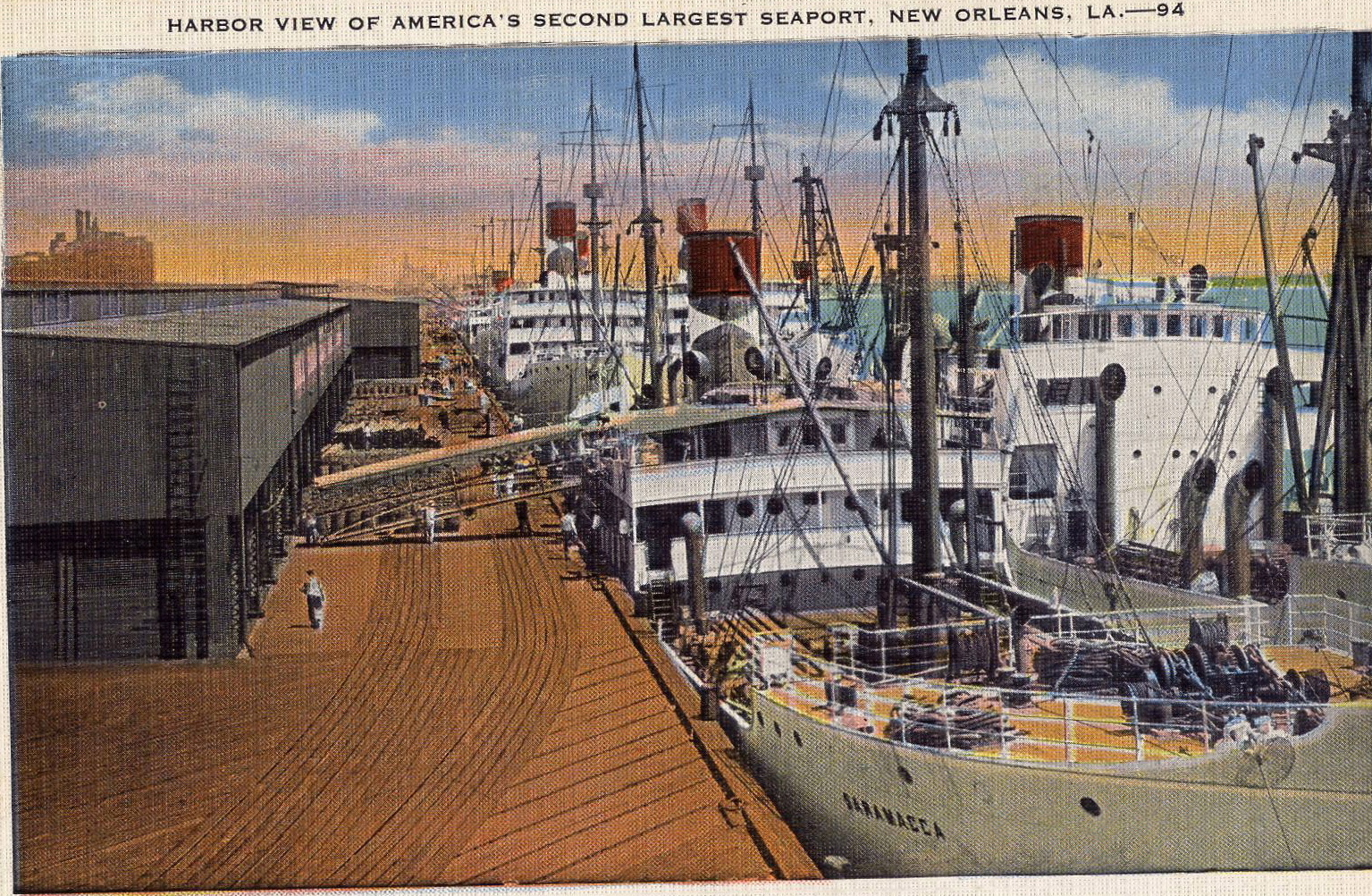
Schiffe der Great White Fleet löschen ihre Bananen in New Orleans

## Turboelektrische Kühlschiffe (Mailboats 1930)
Die ersten Kühlschiffe mit turbo-elektrischen Antrieb, die Platano und Musa (1930; 6.000 BRT) wurden ebenfalls von der Werft Cammell, Laird & Company gebaut. Von der US-Werft Newport News wurden weitere drei baugleiche Kühlschiffe mit turbo-elektrischen Antrieb abgeliefert, die Talamanca, Chiriqui und die Peten. Die Veragua, Quirigua und die Antigua wurden von Bethlehem Steel in Quincy gebaut. Es waren Zweischraubenschiffe mit 7.000 BRT, die 18 Knoten liefen. Sie hatten Kabinen für 100 Passagiere. Zwei dieser Schiffe wurden 1958 nach Deutschland verkauft und fuhren als Blexen und Blumenthal bei der Union Handels- und Schiffahrtsgesellschaft bis 1971 im Bananendienst zwischen Mittelamerika und Bremerhaven.

## Turboelektrische Kühlschiffe (1945–1947)
Weitere acht turboelektrische Kühlschiffe mit ähnlichen Abmessungen kamen 1945–1947 von Newport News (Metapan, Heredia) und von der Gulf Shipbuilding Corporation, Chickasaw, Alabama (Fra Berlanga, Comayagua, Esparta, Junior, Limon, San Jose). Sie wurden an die United Mail S.S. geliefert und 1959 von der UFCO übernommen.

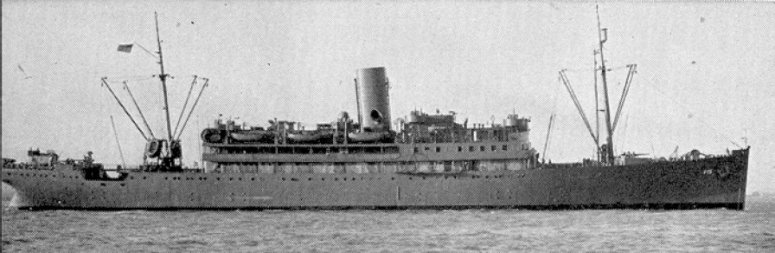
Von der US-Werft Newport News wurde 1931 die Talamanca mit turbo-elektrischen Antrieb abgeliefert

Nach dem Zweiten Weltkrieg war die Zeit der Bananendampfer vorbei, es wurden nur noch Kühlschiffe mit Antrieb durch Dieselmotoren bestellt und abgeliefert.